# Herdecke
Herdecke [ˈhɛʁdəkə] ist eine Stadt im südöstlichen Ruhrgebiet und liegt an der Ruhr im nördlichen Teil des Ennepe-Ruhr-Kreises in Nordrhein-Westfalen.
Touristisch bedeutend sind neben dem hohen Freizeit- und Erholungswert der beiden Ruhrstauseen Hengstey- und Harkortsee sowie der bewaldeten Ardeyhöhen unter anderem das Bachviertel als historische Altstadt mit vielen Fachwerkhäusern und der talüberspannende, gut 30 m hohe Ruhr-Viadukt.
Im Rahmen seines Stadtmarketings bezeichnet sich Herdecke als „die Stadt zwischen den Ruhrseen“.

## Geografie

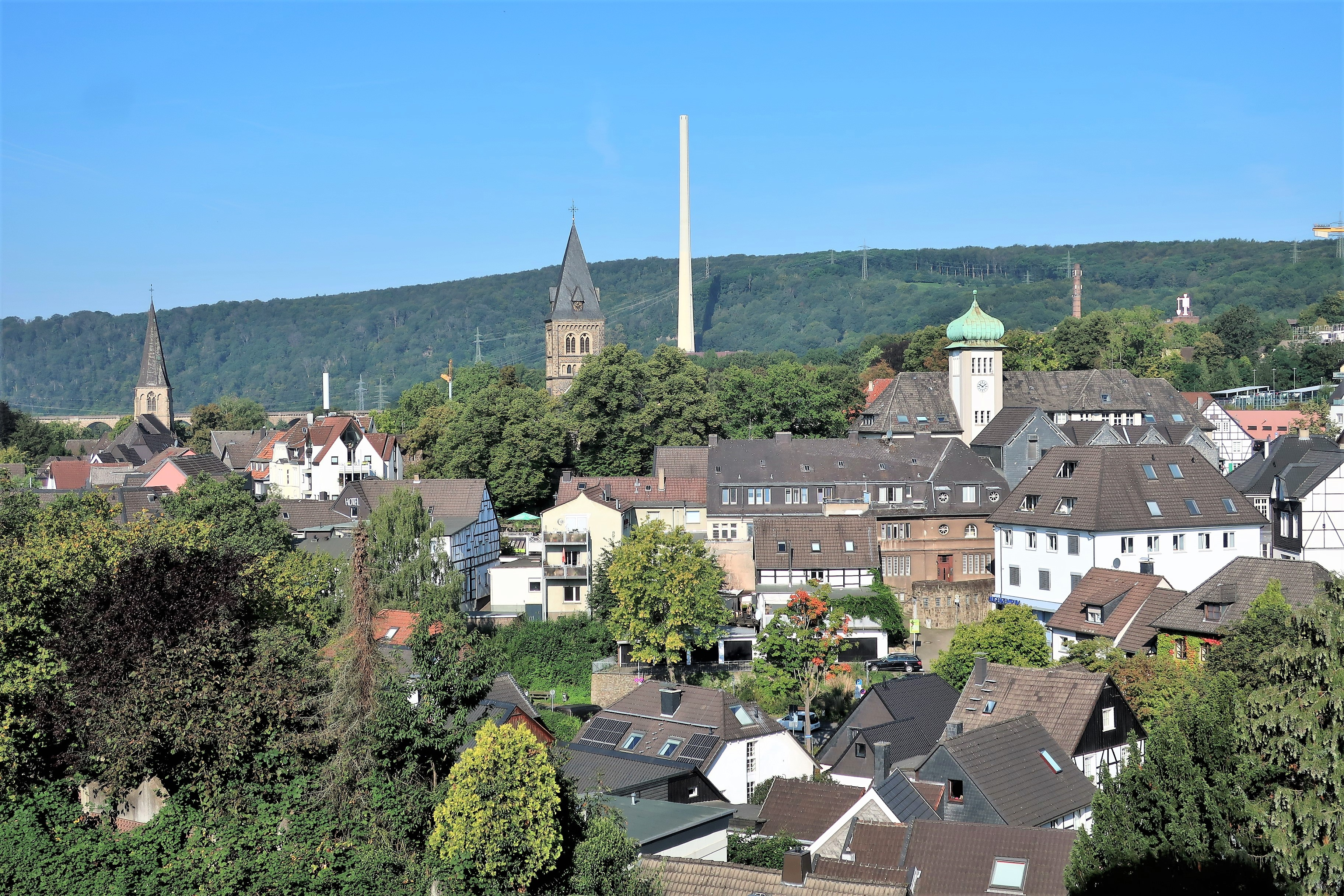
Blick auf die Altstadt

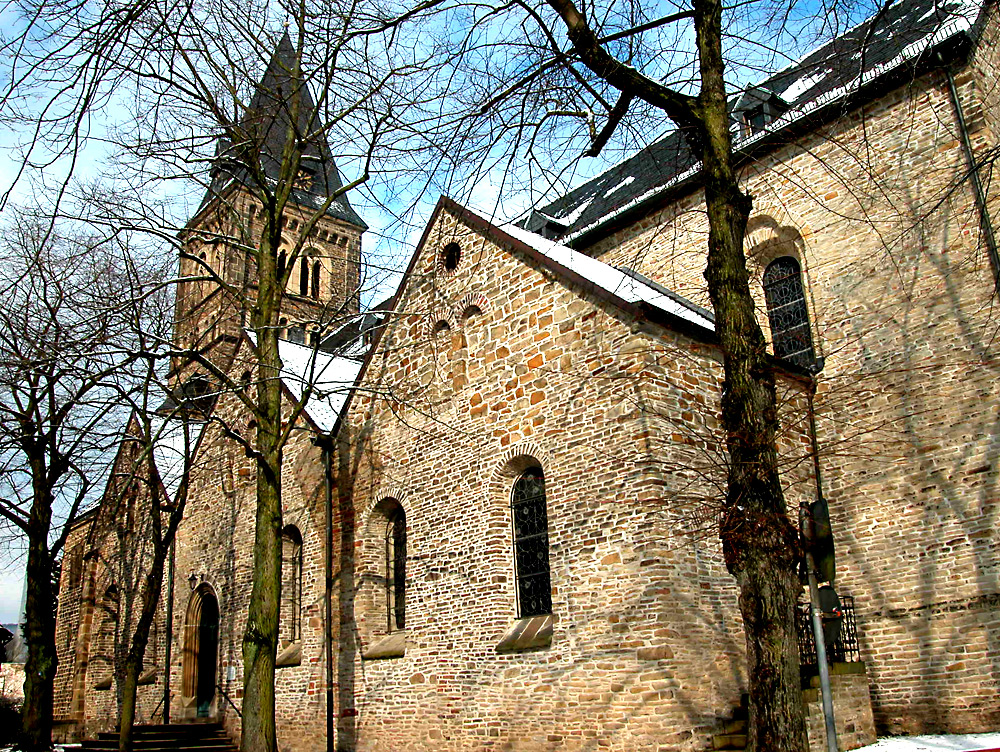
Die evangelische Stiftskirche St. Marien

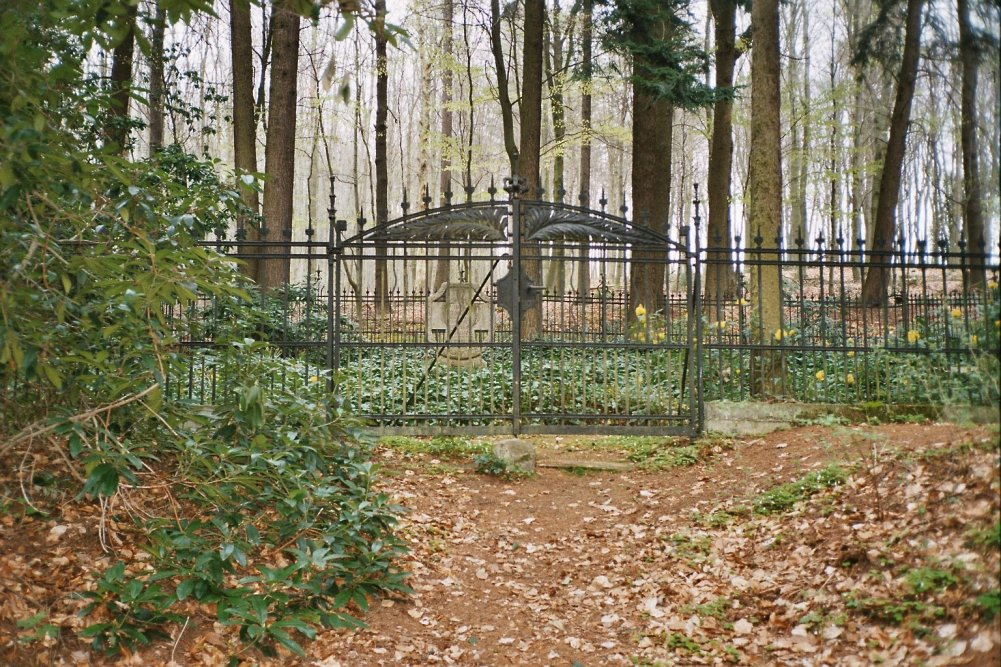
Erbbegräbnis von Haus Mallinckrodt in Ende

### Geographische Lage
Herdecke liegt direkt an der Ruhr mit ihren beiden Stauseen Hengsteysee und Harkortsee, dem Ruhrtal und der Ardeypforte. Landschaftlich gehört Herdecke zu den nordwestlichen Ausläufern des Sauerlandes und wird dem niederbergisch-märkischen Hügelland zugerechnet. Herdecke liegt auf einer Höhe von 80 bis 274 m ü. NHN.
Unabhängig von naturräumlichen Gegebenheiten ist Herdecke Bestandteil des Ruhrgebietes. Von seiner ehedem auf Steinkohle und Großindustrie basierenden Wirtschaftsgeschichte wurde die Stadt jedoch nur indirekt beeinflusst. Im Stadtgebiet kommen nur gering mächtige Steinkohlenflöze vor, die fast sämtlich abgebaut, aber insgesamt als nicht abbauwürdig eingestuft wurden.

### Stadtgliederung
Herdecke liegt mit Ausnahme einer kleinen Fläche an der Ruhrbrücke ausschließlich nördlich der Ruhr. Das Stadtgebiet dehnt sich in maximaler Länge etwa acht Kilometer in Nord-Ost/Süd-West-Richtung und etwa fünf Kilometer in Nord-West/Süd-Ost-Richtung aus.
Die Stadt Herdecke hat zwei Siedlungskerne: Herdecke und Ende; letzteres umfasst das ehemalige Amt Ende beziehungsweise die Gemeinde Ende mit den Bauerschaften Kirchende, Ostende, Westende und Gedern sowie dem „Villenvorort“ Ahlenberg.
| Stadtteil                | 2000 | 2010 |
| ------------------------ | ---- | ---- |
| Ahlenberg                | 2109 | 1870 |
| Ende                     | 8360 | 7834 |
| Herrentisch/Sonnenstein  | 3421 | 3691 |
| Innenstadt               | 4077 | 2819 |
| Nacken                   | 3575 | 3731 |
| Schraberg/Semberg/Schnee | 4011 | 3926 |

### Nachbargemeinden
Direkt angrenzende Städte sind, beginnend im Norden im Uhrzeigersinn, die kreisfreien Städte Dortmund und Hagen sowie Wetter und Witten (beide Ennepe-Ruhr-Kreis).

### Geologie
Die Stadt liegt mitten im Ardeygebirge, einem Teil des Rechtsrheinischen Schiefergebirges. Die oberflächennah anstehenden Gesteine stammen aus dem Oberkarbon. Es handelt sich dabei vorwiegend um Ton- und Schluffstein sowie Sandstein. Der Abbau des hier vorkommenden so genannten Ruhrsandsteins in zahlreichen Steinbrüchen hat die Stadt sehr geprägt. Ein großer Steinbruch ist heute noch in Betrieb, in ihm werden Bruch- und Werksteine gewonnen.
Herdecke ist bekannt für seine Teufelskanzel. Bei der Herdecker Teufelskanzel handelt es sich um einen Sandsteinfelsen.

### Klima
Herdecke gehört zum maritim beeinflussten nordwestdeutschen Klimabereich und weist mittlere Jahresniederschläge zwischen 850 und 900 mm sowie ein Jahresmittel der Temperatur von etwa 10,6 °C auf.

## Geschichte

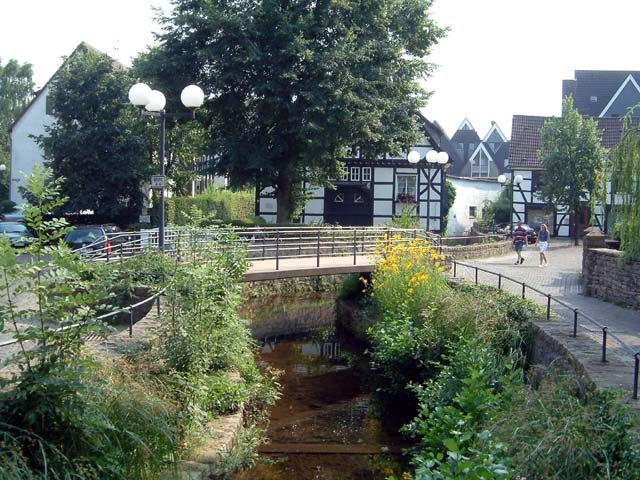
Das Bachviertel am Herdecker Bach

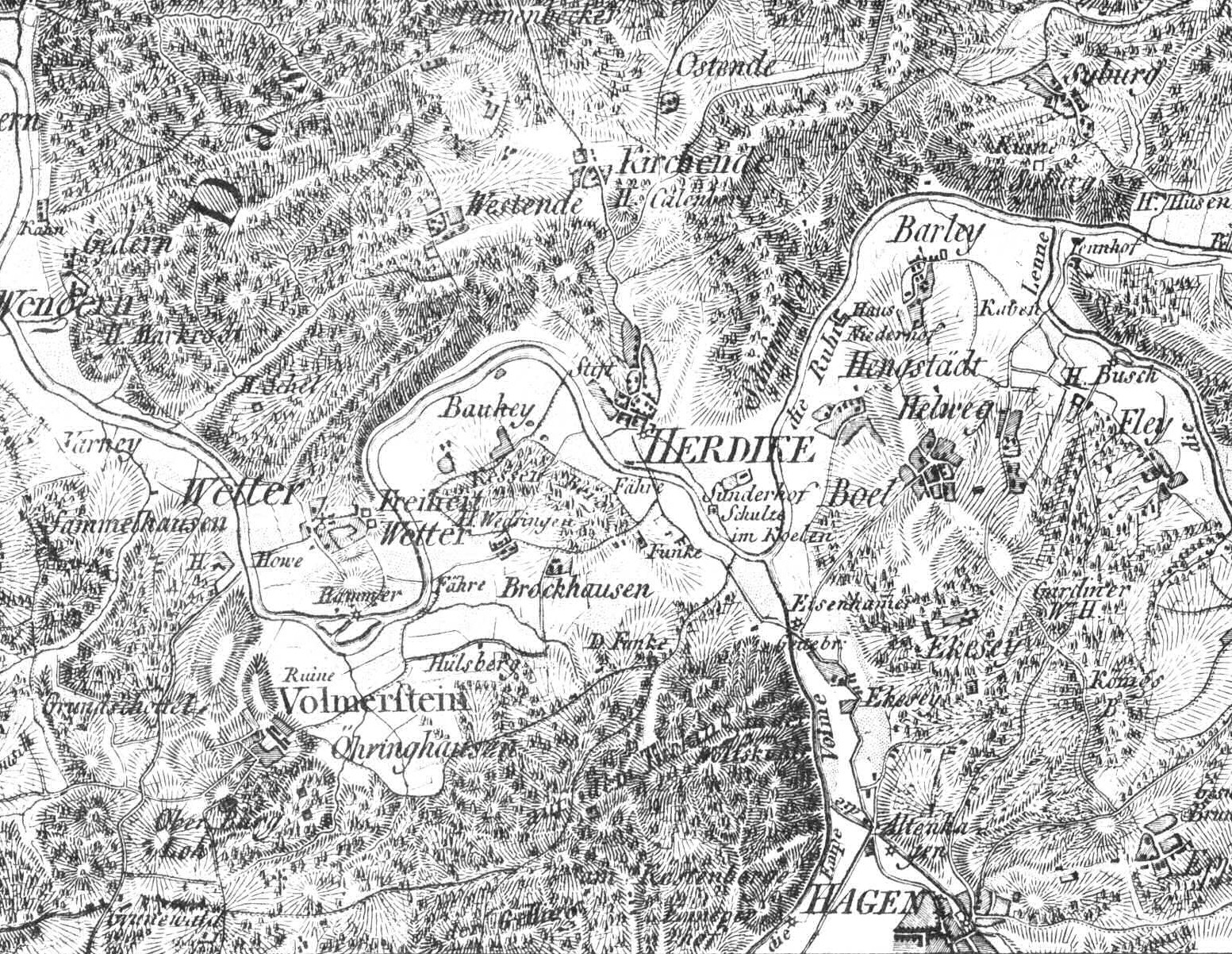
Le Coq, Karte von Westfalen, 1805

Nach Hermann Stangefols Werk „Annales circuli Westphalici“ wurde angeblich 819 ein Frauenstift von einer Frederuna gegründet. Eine urkundliche Erwähnung findet jedoch erst 1214 statt. Die Zugehörigkeit der Klaustralgemeinschaft zum Benediktinerorden ist ab 1313 belegt. Im 15. Jahrhundert wird die Gemeinschaft in ein freiweltliches Damenstift überführt. Für den Stift wurde eine karolingische Basilika als Kirche erbaut. Der klösterliche Grundbesitz und das Stift Herdecke gelten als Keimzelle des Ortes. Das Stift wurde 1811 mit Wirkung zum 1. Januar 1812 aufgehoben. Heute steht an diesem Platz die Evangelische Stiftskirche St. Marien.
1324 fiel Herdecke aus Kölnischem Besitz an die Grafschaft Mark. Als neuer Landesherr übernahm der Graf von der Stiftsäbtissin die Gerichtsbarkeit und errichtete am Stift einen Pranger, der bis 1700 existierte.
1355 bekam das dorp herricke von Graf Engelbert III. von der Mark die Marktrechte verliehen. In den folgenden Jahrhunderten entwickelte sich aufgrund der verkehrstechnisch günstigen Lage am Ruhrübergang und am Schnittpunkt der großen Handelsstraßen zwischen Köln und Weserraum sowie Siegerland und Münsterland der regional bedeutsame Herdecker Kornmarkt, der bis Ende des 19. Jahrhunderts bestand und dessen Getreidepreise zu Richtpreisen für Westfalen wurden. Laut dem Schatzbuch der Grafschaft Mark von 1486 hatten in der großen Bauerschaft Herdeke die 60 Steuerpflichtigen zwischen ½ Goldgulden und acht Goldgulden Abgabe zu leisten.
1615 wurde die Ortschaft zur Freiheit erhoben und 1739 verlieh Friedrich Wilhelm I. Herdecke die Stadtrechte. Im Winter 1624/1625 diente die junge Freiheit Herdecke einer Garnison „hispanischer Kriegsleute“ als Quartier und Lager.
Die 4. Auflage von Meyers Konversations-Lexikon notierte 1888: „Herdecke, Stadt im preuß. Regierungsbezirk Arnsberg, Kreis Hagen, 104 m ü. NN., an der hier schiffbaren Ruhr und den Linien Hagen-Witten, H.-Dahlhausen und Schwelm-Dortmund der Preußischen Staatsbahn, hat eine alte evangelische und eine kath. Kirche, große Sandsteinbrüche, Fabriken für Tuch, Tabak, Leder, Papier und Eisenwaren, Färberei, Bierbrauerei und (1885) 4124 meist evang. Einwohner. Über der Stadt liegt der Kaisberg mit einem Turm zur Erinnerung an den Freiherrn vom Stein; entfernter die Trümmer der Hohensyburg; der neue Aussichtsturm daselbst wurde dem Oberpräsidenten v. Vincke zu Ehren errichtet. Unterhalb H. liegt der Sonnenstein, ein 200 m hohes Plateau, auf welchem alljährlich im Juni der Rheinisch-Westfälische Turngauverband das bekannte Sonnensteinfest feiert. H. gegenüber liegt die Gemeinde Vorhalle mit Eisen- und Messingwarenfabrik.“
1929 sollte Herdecke ein Stadtteil von Hagen werden.
Im Zweiten Weltkrieg hatte die Stadt die Patenschaft über das U-Boot U 751, das am 17. Juli 1942 von britischen Flugzeugen im Atlantik versenkt wurde.

### Eingemeindungen
Am 1. April 1939 wurde die bis dahin selbständige Gemeinde Ende eingegliedert.

### Bevölkerung
Herdecke entwickelte sich im Laufe von zwei Jahrhunderten zwischen 1739 und 1939 von einem bäuerlich geprägten mittelalterlichen Marktort zu einer florierenden Kleinstadt. Die Bevölkerungszahl stieg in dieser Zeit fast auf das Achtfache.
In den 1990er-Jahren erreichte die Einwohnerzahl mit rund 26.500 ihren Höhepunkt. Nach einer Stagnation zur Jahrtausendwende ist die Bevölkerungszahl rückläufig. Im Zuge der allgemeinen Bevölkerungsentwicklung ist mit einem weiteren Rückgang zu rechnen. Für Herdecke wird ein weiterer Rückgang auf 20.000 Einwohner erwartet.
Aufgrund der städtischen Siedlungsplanung und der damit verbundenen Bevölkerungsentwicklung gehört Herdecke zu den Spitzenreitern bei der Flächenversiegelung im gesamten Regierungsbezirk Arnsberg, mehr als ein Drittel der Stadtfläche ist überbaut und es sind fast 300 m² Boden/Person versiegelt.
| Jahr      | 1739 1 | 1885 1 | 1939 2 | 1961   | 1970   | 1987   | 1990   | 1993   | 2002   | 2006   | 2008   | 2010   | 2012   | 2016   | 2017   | 2020   | 2022   |
| --------- | ------ | ------ | ------ | ------ | ------ | ------ | ------ | ------ | ------ | ------ | ------ | ------ | ------ | ------ | ------ | ------ | ------ |
| Einwohner | 896    | 4.124  | 10.713 | 17.218 | 20.157 | 25.238 | 26.184 | 26.488 | 25.982 | 25.374 | 25.048 | 24.428 | 22.754 | 22.768 | 22.836 | 22.653 | 22.758 |

## Politik

### Rat der Stadt

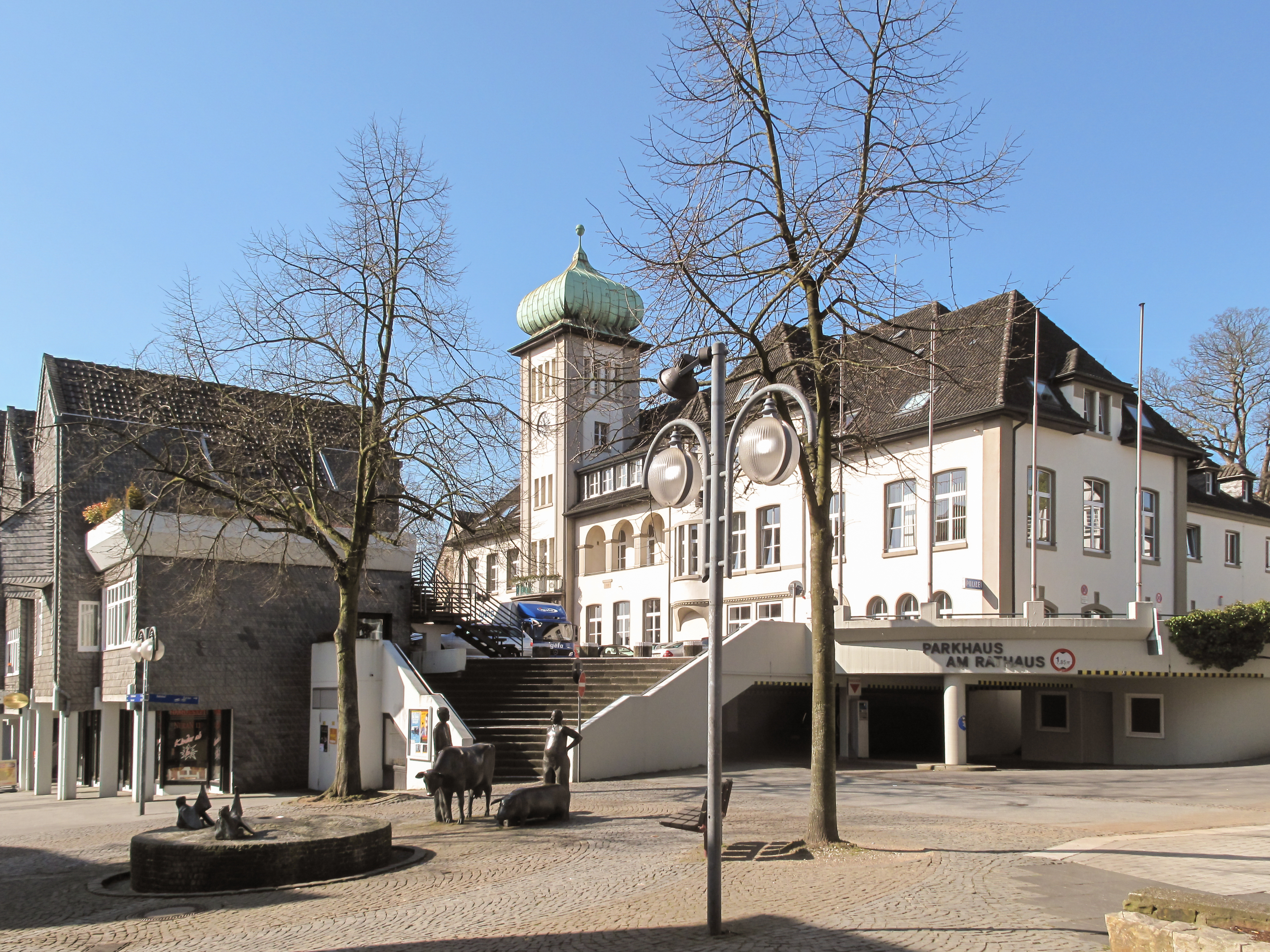
Das Herdecker Rathaus

Seit der Kommunalwahl 2009 gehören dem Rat der Stadt 38 Mitglieder an. Die Wahl am 13. September 2020 führte bei einer Wahlbeteiligung von 59,17 % (+ 4,37 %) zu dem folgenden Ergebnis:
| Partei/Liste | Stimmenanteil | +/− %p | Sitze | Sitze |
| ------------ | ------------- | ------ | ----- | ----- |
| SPD          | 32,31 %       | − 8,86 | 12    | − 4   |
| CDU          | 28,71 %       | − 0,92 | 11    | ± 0   |
| GRÜNE        | 19,49 %       | + 5,10 | 07    | + 2   |
| FDP          | 08,38 %       | + 0,57 | 03    | ± 0   |
| AFD          | 04,37 %       | + 4,37 | 02    | + 2   |
| LINKE        | 03,90 %       | − 3,10 | 01    | − 2   |
| PARTEI       | 02,84 %       | + 2,84 | 01    | + 1   |

### Bürgermeister
Hauptamtliche Bürgermeisterin der Stadt Herdecke war von 2009 bis 2025 die CDU-Politikerin Katja Strauss-Köster. Bei der Bürgermeisterwahl am 30. August 2009 erhielt die von CDU, FDP und den Grünen unterstützte Kandidatin 70,9 Prozent. Ihre Gegenkandidatin, die ehemalige Landtagsabgeordnete Renate Drewke von der SPD, erhielt 29,1 Prozent. Sie löste damit ihren Vorgänger Hans-Werner Koch von der SPD ab, der bei der Kommunalwahl 2004 im ersten Wahlgang mit 51 % der Stimmen bestätigt worden war. Bei der Bürgermeisterwahl am 13. September 2015 wurde Strauss-Köster mit 65,4 Prozent der Stimmen wiedergewählt. Ihr Gegenkandidat Jan Schaberick von der SPD erhielt 34,6 Prozent der Stimmen. Auch am 13. September 2020 wurde sie erneut zur Bürgermeisterin gewählt, mit 66,01 % der Stimmen (+ 1,65 %) und bei einer Wahlbeteiligung von 59,18 %. Sie trat für CDU, Grüne und FDP an. Einziger Gegenkandidat war Jan Schaberick (SPD), er erhielt 33,99 % (– 1,65 %).

### Städtepartnerschaften
Es besteht eine Städtepartnerschaft mit Blankenburg (Harz). Die Partnerstadt ist jedes Jahr auf der Herdecker Maiwoche vertreten, wo neben typischen Speisen und Getränken aus dem Harz auch touristische Angebote vorgestellt werden.

### Wappen
Auf dem Herdecker Wappen ist eine silberne, auf einem Hügel stehende Eiche mit goldgelben Früchten auf rotem Schild abgebildet. Die örtlich so genannte „Herta-Eiche“ ist schon lange das Zeichen der Stadt, schon ein Stadtsiegel von 1784 zeigt einen Baum. Seit der Wappenverleihung 1902 durch das preußische Heroldsamt ist das offizielle Stadtwappen mit einer dreitürmigen Mauerkrone als Oberwappen versehen. Die Flagge der Stadt Herdecke zeigt die Farben Rot-Weiß.

## Kultur und Sehenswürdigkeiten

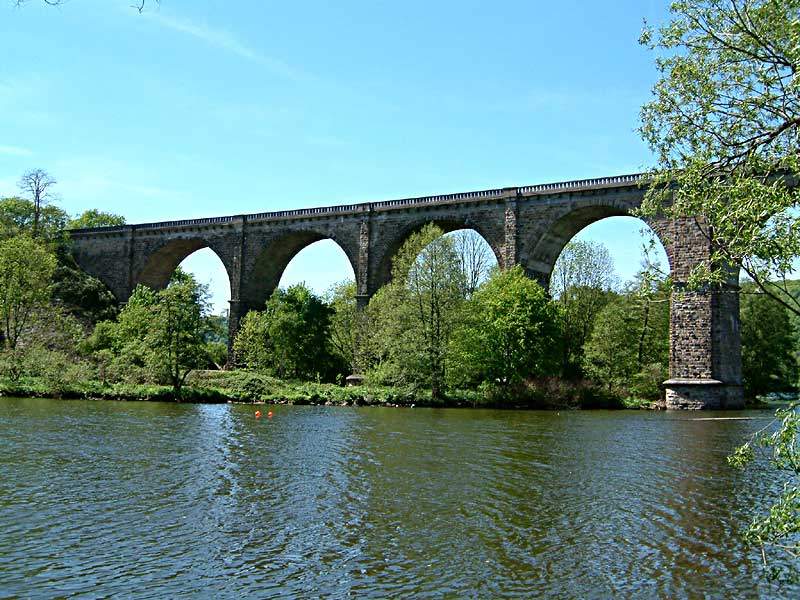
Der imposante Ruhr-Viadukt markiert den Beginn des Harkortsees

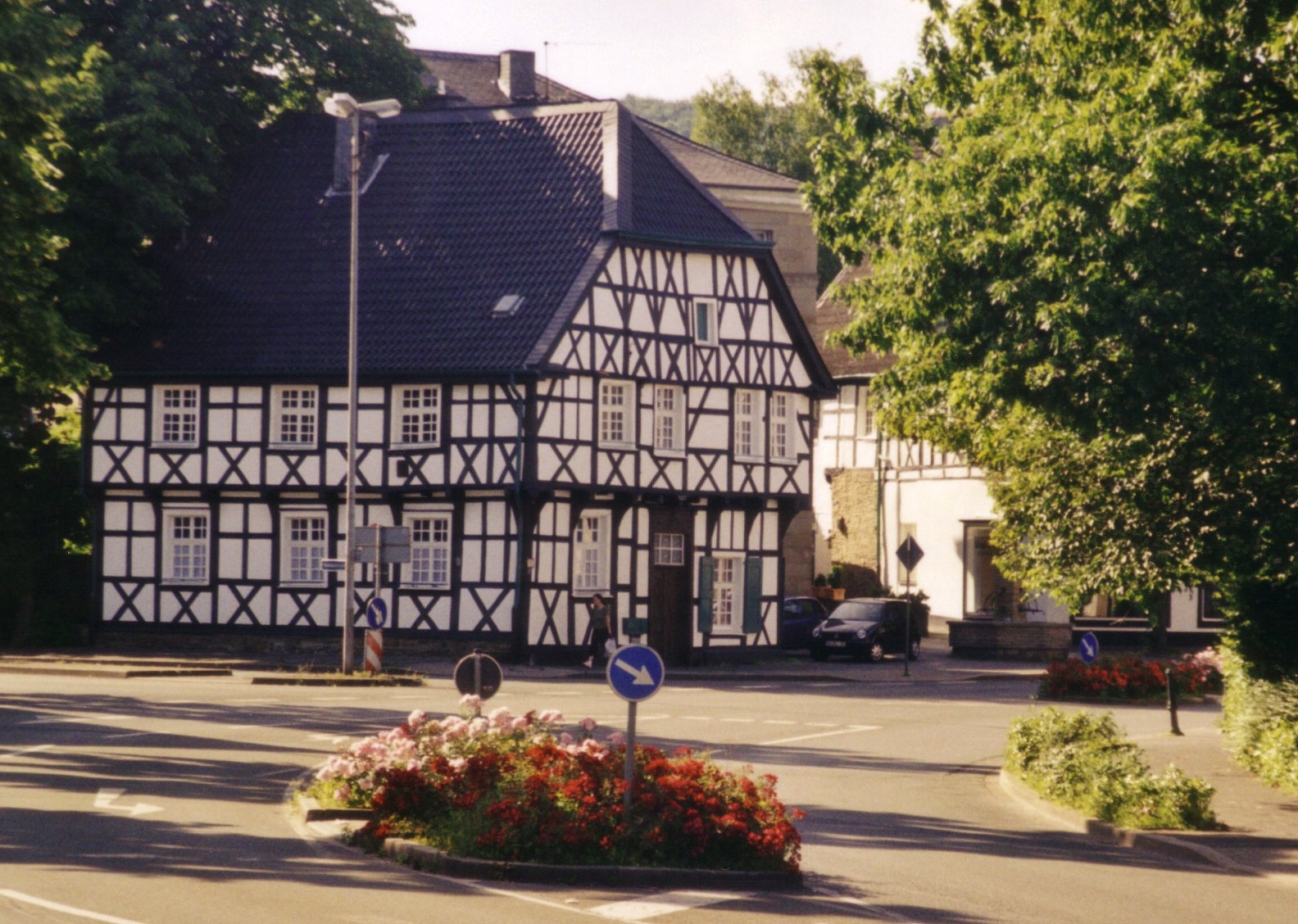
Altes Fachwerkhaus am Ortseingang Hauptstraße 1

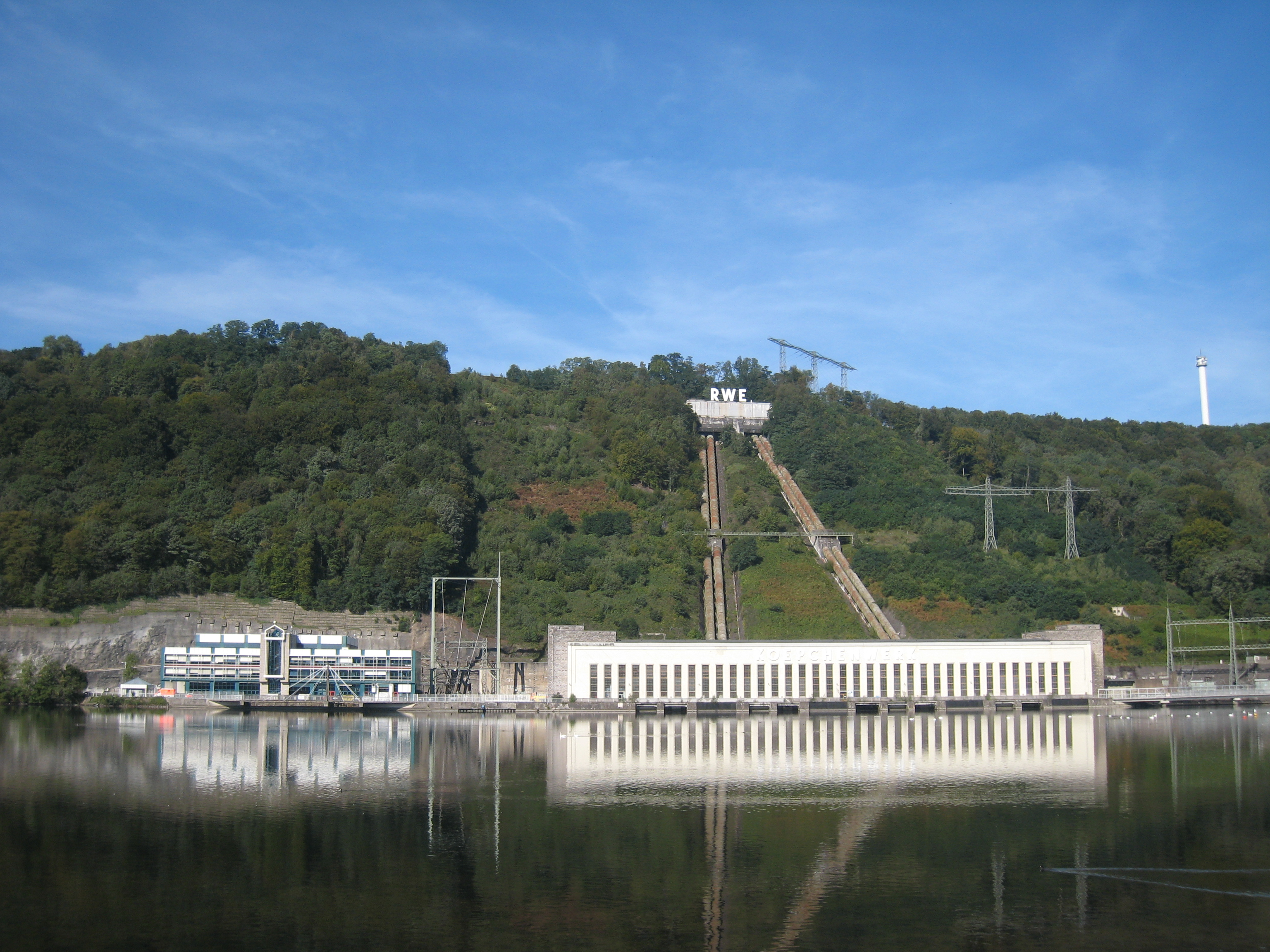
Das Koepchenwerk, eines der beiden ersten Pumpspeicherkraftwerke Deutschlands

### Bedeutende Bauwerke
Allgemeine Baudenkmale:
- zahlreiche alte Bruchstein- und Fachwerkhäuser
- Gut Schede
- Haus Ende
- Haus Kallenberg
- Haus Mallinckrodt
- Ruhr-Viadukt, talüberspannende, gut 30 m hohe Eisenbahnbrücke

Industriekultur:
- Koepchenwerk
- Kraftwerk Stiftsmühle
- Laufwasserkraftwerk Hengstey (das Kraftwerksgebäude befindet sich bereits auf Hagener Stadtgebiet, nur ein Teil der Stauwehranlage gehört zu Herdecke)

Kirchen:
- Evangelische Dorfkirche Kirchende
- Evangelische Stiftskirche St. Marien
- Katholische Pfarrkirche St. Philippus und Jakobus

### Freizeit und Sport

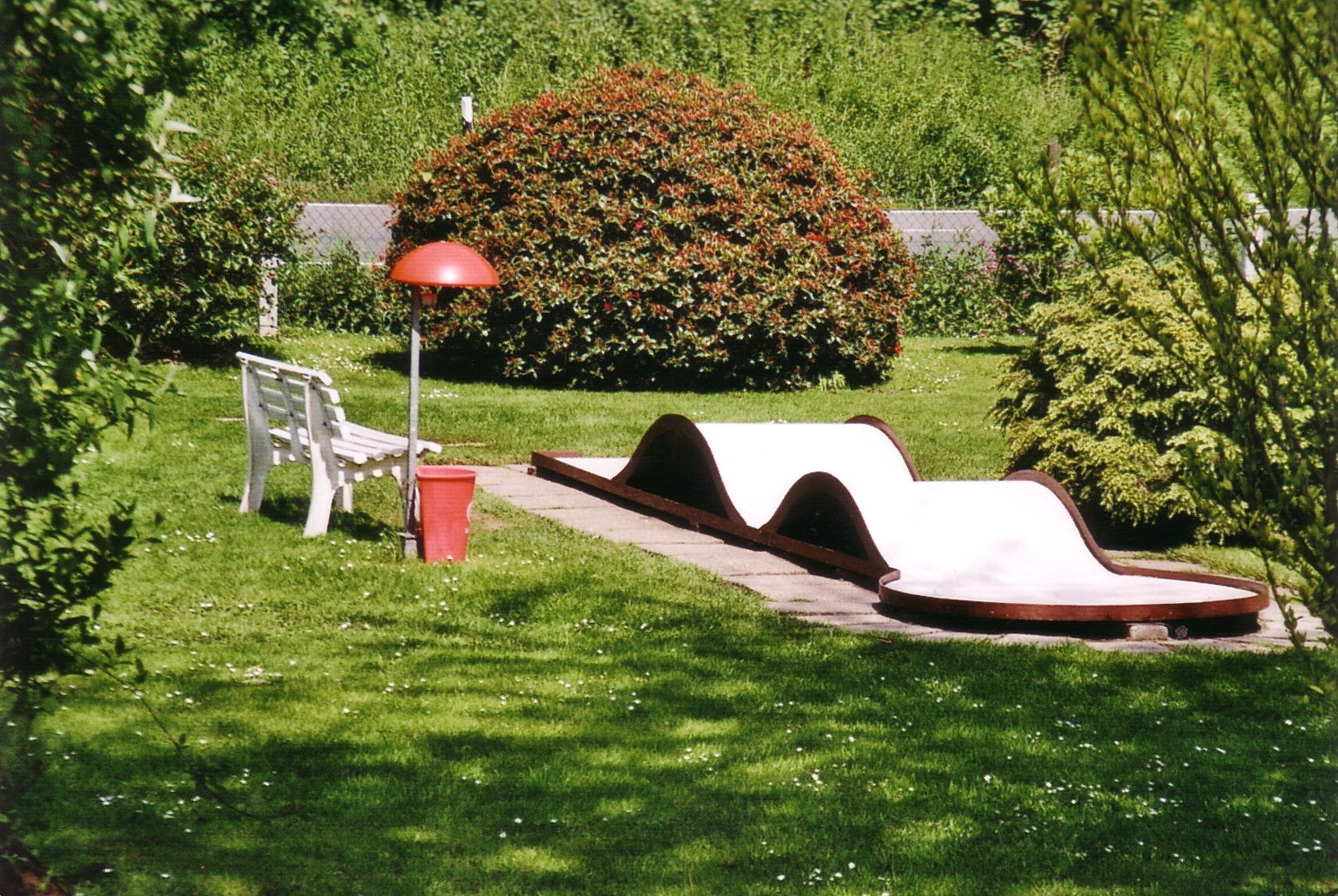
Minigolf-Anlage im Zillertal am Harkortsee

Neben den sich in der Natur anbietenden Sport- und Erholungsmöglichkeiten im Wald (Wandern, Jogging) sowie auf und an den Stauseen (Rudern, Kanufahren, Segeln, Radfahren, Inlineskaten etc.) verfügt Herdecke insbesondere mit dem weitgehend frei zugänglichen Freizeitzentrum Bleichstein mit öffentlichen Sportplätzen, Kletterwand, Halfpipe, Wiesenflächen und einem größeren Spielplatz über einen großen Anziehungspunkt für viele Besucher. Im Sommerhalbjahr ist das dort gelegene Freibad Freizeitbad Bleichstein mit Rutsche, Wildwasserkanal und Tauchturm ein beliebter Treffpunkt. Benachbart ist das Hallenbad Bleichstein. Darüber hinaus befindet sich an der Stadtgrenze am Harkortsee das Naherholungsgebiet Zillertal, wo sich eine Gaststätte mit Minigolf-Anlage und das Naturschutzgebiet Avalonia, das zum Bouldern genutzt wird, befindet.
Neben der Sportanlage Am Bleichstein besteht im Ortsteil Kirchende eine weitere Sportanlage Am Kalkheck. Die Stadt verfügt damit und mit mehreren Reitsport- und Tennisanlagen, einem Volks-Golfplatz sowie sieben Sporthallen über ein sportliches Potenzial, das von den ansässigen Vereinen und ihren Mitgliedern intensiv genutzt wird. Die Liste der in Herdecke ansässigen Vereine ist lang, die größten Sportvereine sind der TuS Ende e. V. und der TSV 1860 Herdecke e. V. Des Weiteren existieren noch andere kleine Sport- und Freizeitmöglichkeiten wie zum Beispiel Minigolf- und Kegelanlagen.

### Veranstaltungen
Die Stadt Herdecke hat zwar keinen eigentlichen Stadtsaal, aber es gibt zwei größere Veranstaltungssäle: 1984 wurde gemeinsam mit dem Hotel Zweibrücker Hof der Ruhrfestsaal als kommunaler Bürgersaal mit städtischen Nutzungsrechten in privater Trägerschaft für bis zu 350 Besucher errichtet und 2005 erweitert. Seit 2001 gibt es zusätzlich als privaten Kammermusiksaal den Werner-Richard-Saal, geeignet ebenfalls für bis zu 350 Besucher.
Die vom Herdecker Heimat- und Verkehrsvereins e. V. betreute Heimatstube ist das einzige Museum der Stadt. Es existiert seit 1993 zunächst am Stiftsplatz und ist 2014 in neue Räume in der Uferstraße im Bachviertel umgezogen. Im Rahmen einer Dauerausstellung wird über verschiedene Aspekte der Stadtgeschichte informiert.
Über Herdecke hinaus bekannt ist das ausschließlich ehrenamtlich getragene Theater am Stiftsplatz. Die Theatergruppe Theater ’ne ah der Ev. Kirchengemeinde Herdecke bereichert seit 1992 mit abendfüllenden Theaterstücken (bei freiem Eintritt) das kulturelle Leben Herdeckes.
Seit 1978 gibt es in Herdecke ein Programmkino, das Onikon, welches von einem ehrenamtlich arbeitenden Verein getragen wird. Der Name des im städtischen Kulturhaus angesiedelten Programmkinos leitet sich ab von „No Kino“, rückwärts gelesen. Daneben besteht im Kulturhaus noch die städtische Ruhrgalerie mit unregelmäßigen, wechselnden Kunstausstellungen sowie über das Stadtgebiet verteilt einige private Künstlergalerien oder -ateliers.
Regelmäßige Veranstaltungen

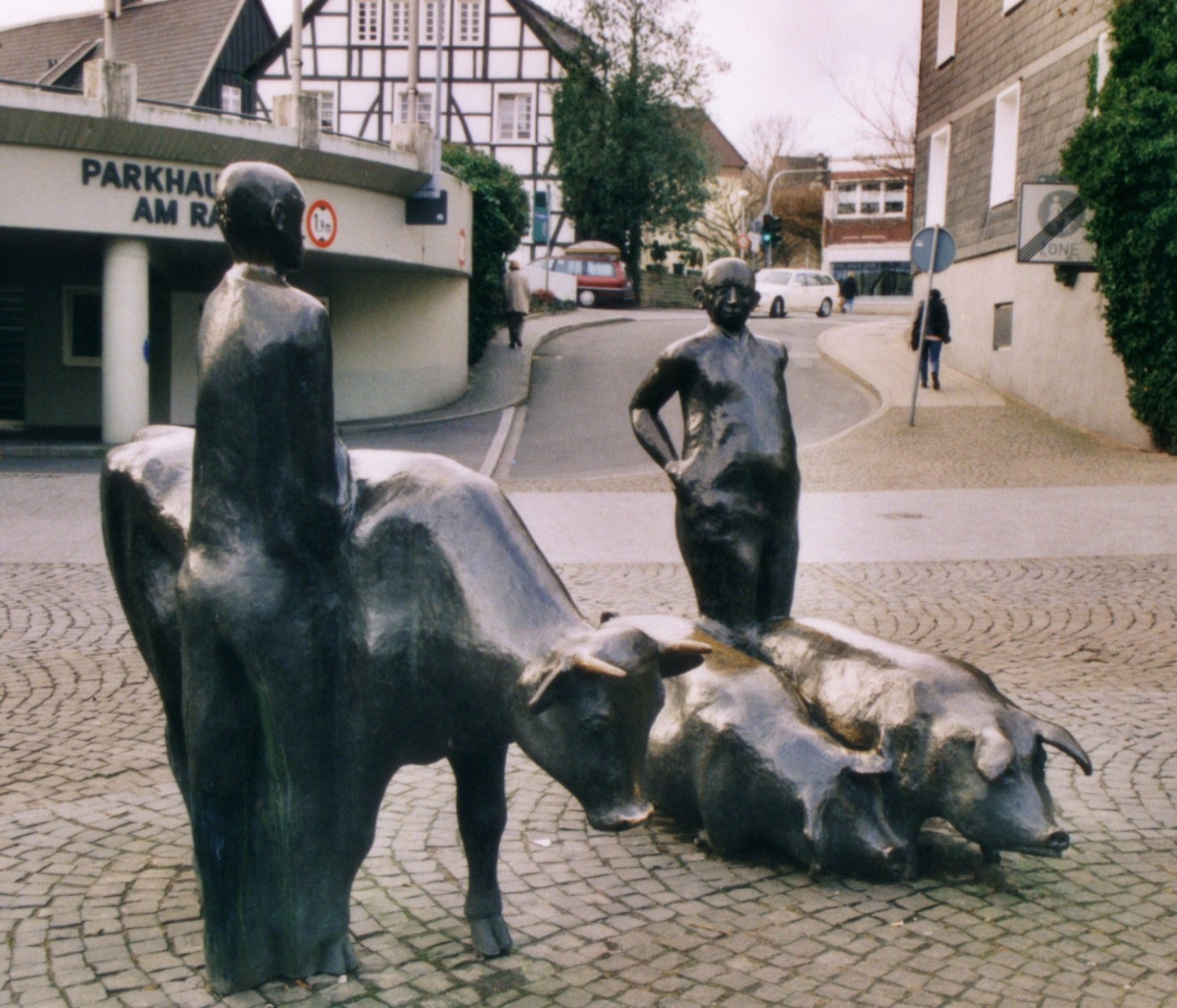
Der Viehmarktbrunnen in der Fußgängerzone

- Maiwoche: Jedes Jahr wird von der Stadtverwaltung in der Christi-Himmelfahrt-Woche eine viertägige Veranstaltung mit historischem Kunst- und Töpfermarkt mit mittelalterlichen Elementen sowie Musik, Tanz und Sport in der Innenstadt organisiert. Ergänzt wird das Programm durch Stadtführungen, den „Sackträgerlauf“ und die „Kreative Straße“. Viele Vereine und Organisationen tragen zur Gestaltung bei.
- Wochenmarkt: jeden Donnerstagvormittag
- Frühlings und Herbstfest in der Fußgängerzone
- Herdecke karibisch in der Fußgängerzone
- Streetfoodfestival in der Fußgängerzone
- Weihnachtszauber in der Fußgängerzone
- Herdecker Citylauf: im Juni Volkslauf in der Innenstadt, veranstaltet vom TSV Herdecke
- Nikolauslauf: Volkslauf zum Jahresabschluss, veranstaltet vom RC Westfalen Herdecke
- Schützenfeste: Schützenverein Herdecke 1842 e. V. und Schützenverein Ende-Schnee

## Infrastruktur und Wirtschaft

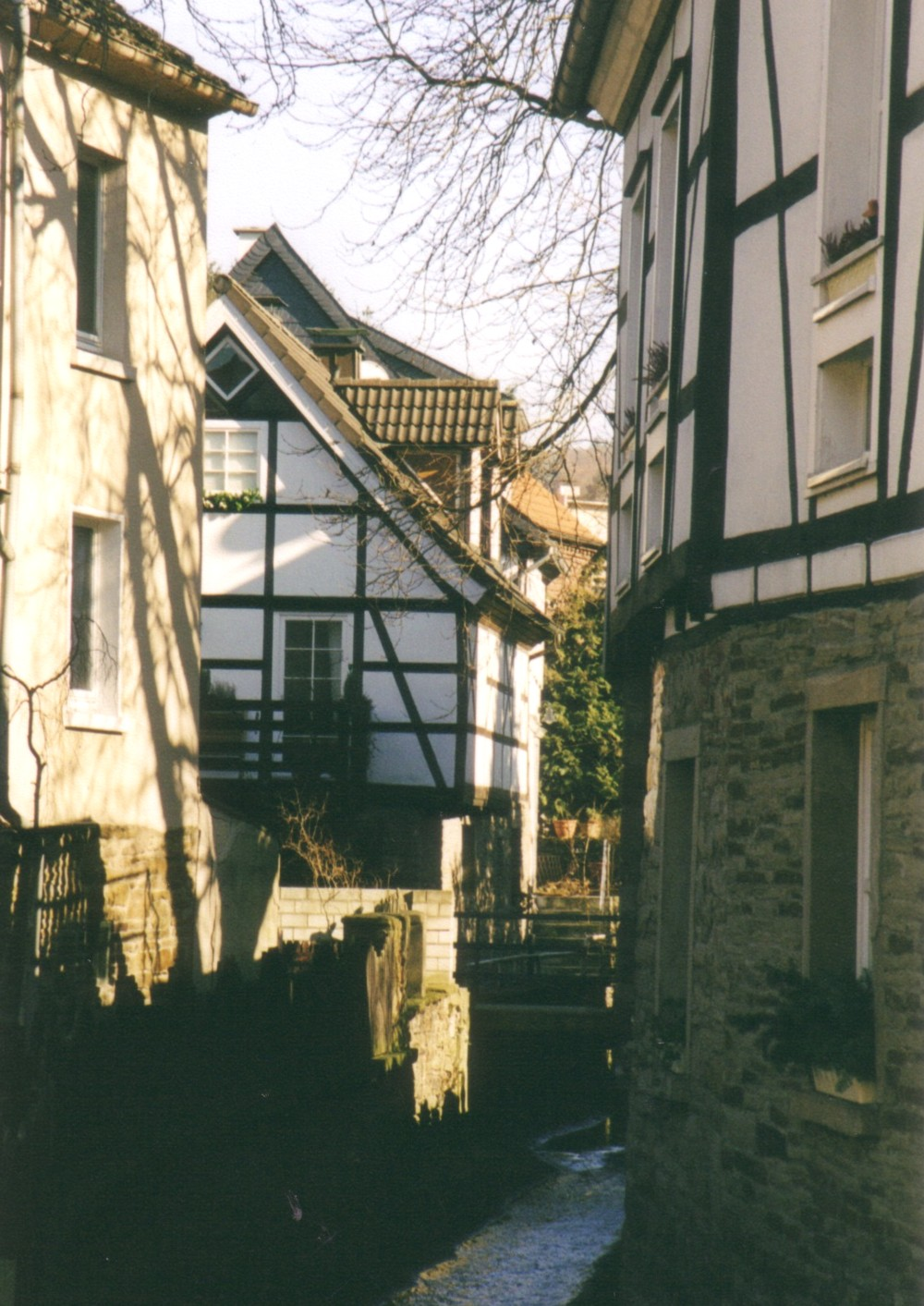
Das Bachviertel in Herdecke

In Herdecke leben relativ viele einkommensstarke Menschen. Im Landesvergleich belegte die Stadt bezüglich des durchschnittlich verfügbaren Einkommens im Jahr 2016 die Rangziffer 6 unter den 396 Gemeinden in Nordrhein-Westfalen. Somit gehört Herdecke zu den einkommensstärksten Gemeinden des Bundeslandes. 2016 lebten in Herdecke 25 „Einkommensmillionäre“ mit einem Jahreseinkommen von mehr als 1.000.000 Euro. Damit hat die Stadt Herdecke nach Meerbusch die zweithöchste Dichte an Einkommensmillionären in NRW.
Bei den vergangenen Gebietsreformdebatten wurde Herdecke vor allem wegen des hohen Einkommensteueraufkommens seitens der Stadt Hagen mehrfach als Eingemeindungskandidat gehandelt.
Besonders der gebürtige Hagener Innenminister Willi Weyer setzte sich in den siebziger Jahren dafür ein.

### Verkehr

#### Schienen- und Busverkehr

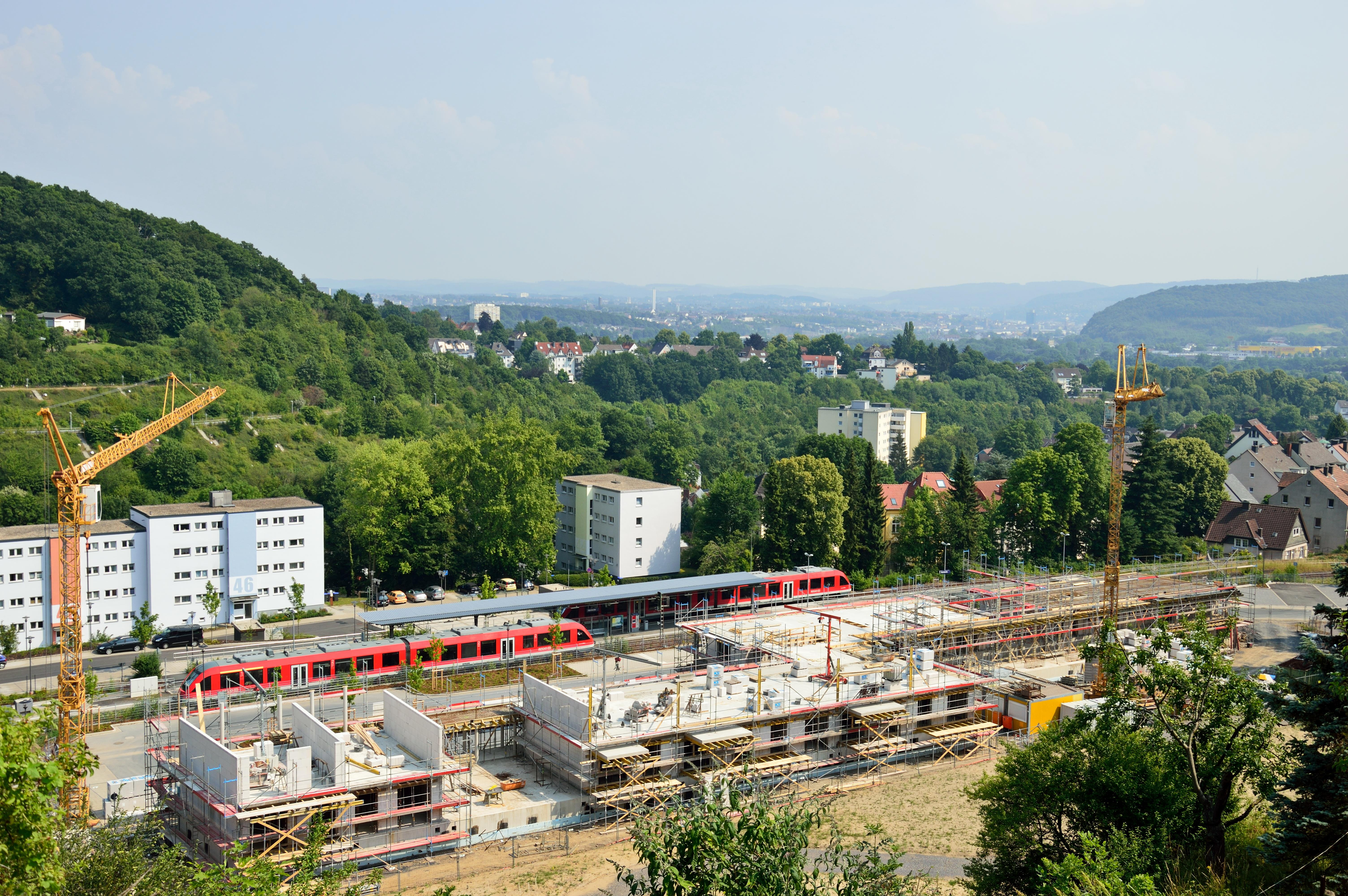
Bahnhof Herdecke

Herdecke hat im Schienenpersonennahverkehr zwei Stationen, den Bahnhof Herdecke und den Haltepunkt Wittbräucke, an der Bahnstrecke Hagen–Dortmund. Sie werden stündlich bedient; die Züge werden über die Volmetal-Bahn (RB 52) nach Lüdenscheid durchgebunden.
| Linie | Verlauf | Takt   |
| ----- | --- | ------ |
| RB 52 | Volmetal-Bahn: Dortmund Hbf – Dortmund Signal-Iduna-Park – Dortmund Tierpark – Dortmund-Kirchhörde – Dortmund-Löttringhausen – Wittbräucke – Herdecke – Hagen Hbf – Hagen-Oberhagen – Dahl – Rummenohl – Dahlerbrück – Schalksmühle – Lüdenscheid-Brügge – Lüdenscheid Stand: April 2024 | 60 min |

Bis Ende 2016 begannen außerdem hier saisonal Museumszüge der RuhrtalBahn-Linie T nach Ennepetal-Kluterthöhle.
Der heutige Bahnhof Hagen-Vorhalle hieß früher Herdecke, Herdecke Süd bzw. Herdecke Vorhalle.
Es bestanden Planungen, die Volmetalbahn von Dortmund über Hagen nach Lüdenscheid als Stadtbahn zu führen. Die Stadtbahn nach dem Muster des Karlsruher Modells sollte direkt vom Dortmunder Hauptbahnhof über das Hagener Stadtzentrum bis in die Innenstadt von Lüdenscheid verkehren. 1997 wurde ein Konzept zur Regionalstadtbahn Hagen vorgestellt, es wurde jedoch trotz des verkehrlichen Nutzens aus Kostengründen nicht verwirklicht.
Der Ende des 19. Jahrhunderts errichtete Bahnhof Herdecke wurde im Zweiten Weltkrieg am 23. März 1945 bei einem Luftangriff zerstört und konnte erst 1960 wiederhergestellt werden. An den alten Bahnhof erinnert ein Schlussstein mit der Jahreszahl 1878, der in die Fassade des neuen Gebäudes eingemauert wurde. Nach dem Abbruch des Bahnhofsgebäudes von 1960 und der 2014 fertiggestellten Umgestaltung des Bahnhofsumfeldes befindet sich der Schlussstein in der Stützmauer zwischen Vorplatz und Gleis 1. Neben P&R-Anlagen auf beiden Seiten der verbliebenen Bahnhofsgleise wurde ein neuer ZOB errichtet, um den Umstieg Bahn/Bus/Bahn zu erleichtern. Ergänzend entstand ein neues Baugebiet „Alter Steinbruch“.
Es gibt sechs Buslinien, die den Ort zum Teil mit benachbarten Städten verbinden: mit Witten (teilweise durchgebunden zur Ruhr-Universität Bochum), von Hagen über Herdecke zur Dortmunder Stadtgrenze mit Weiterfahrt nach Dortmund, nach Wetter sowie zur innerörtlichen Erschließung (und Optimierungen, z. B. Anschlüsse zum SPNV in Hagen-Vorhalle). Umgekehrt haben die Sparzwänge der öffentlichen Hand bereits zu erheblichen Ausdünnungen und teilweisen Taktbrüchen mit der Folge von Anschlussverlusten geführt.
Für den gesamten öffentlichen Personennahverkehr gilt der Tarif des Verkehrsverbundes Rhein-Ruhr, teilweise auch der Westfalentarif und tarifraumüberschreitend der NRW-Tarif.
Ein Bürgerbusverein betreibt mit ehrenamtlichen Fahrern (und einem durch das Land finanzierten behindertengerecht ausgestatteten Kleinbus) tagsüber mit mehreren Linien Verbindungen ergänzend zum Angebot des ÖPNV. Zudem führt eine Linie des Bürgerbusverkehrs aus der Nachbarstadt Wetter (Ruhr) zum Gemeinschaftskrankenhaus Westende.

#### Straßen
Durch das Herdecker Stadtgebiet führt keine Autobahn. Die Anbindung an das Fernstraßennetz erfolgt über die Anschlussstelle 88 Hagen-West der A 1 (E 37) und die Anschlussstelle 8 Dortmund-Süd der A 45 (E 41). Durch das Stadtgebiet verläuft die Bundesstraße 54.

### Öffentliche Einrichtungen

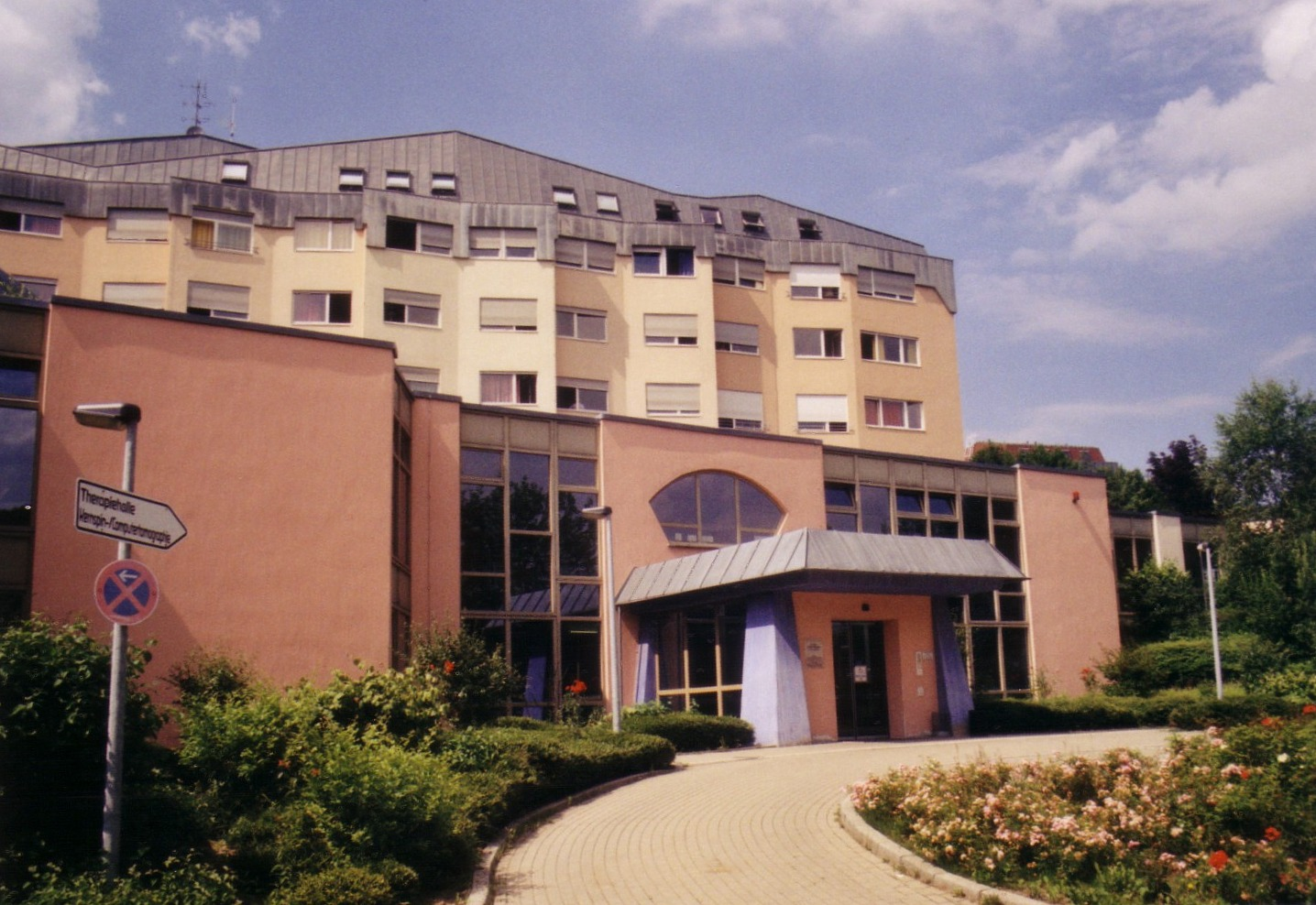
Das Gemeinschaftskrankenhaus Herdecke in Westende

In der Stadt ist das erste deutsche anthroposophisch geprägte Gemeinschaftskrankenhaus Herdecke (größter örtlicher Arbeitgeber) ansässig.
Im Haus Ende bestand bis zum Ende des Zivildienstes in Deutschland eine Zivildienstschule.

### Bildung
Herdecke verfügt über vier Grundschulen (GS Werner Richard, GS Hugo Knauer, GS Robert-Bonnermann, GS Schraberg,), eine Realschule (RS Am Bleichstein) sowie ein Gymnasium (Friedrich-Harkort-Schule).
Des Weiteren gibt es die Städtische Musikschule und die Volkshochschule Witten-Wetter-Herdecke.
Vom Gemeinschaftskrankenhaus Herdecke ging die Gründung der in der Nachbarstadt Witten angesiedelten privaten Universität Witten/Herdecke aus, deren Namensgebung die nach wie vor enge Beziehung verdeutlicht und Herdecke sehr bekannt gemacht hat. Allerdings führt diese Bezeichnung des Öfteren dazu, dass Herdecke irrtümlich als Stadtteil von Witten angesehen wird.

### Hilfsorganisationen
- Deutsche Lebens-Rettungs-Gesellschaft, Ortsgruppe Herdecke
- Deutsches Rotes Kreuz, Ortsverein Herdecke
- Johanniter-Unfall-Hilfe, Ortsverband Herdecke
- Technisches Hilfswerk, Ortsverband Wetter mit Zuständigkeitsbereich Wetter (Ruhr) und Herdecke

### Freiwillige Feuerwehr
Die Freiwillige Feuerwehr Herdecke hat derzeit 130 ehrenamtliche Kräfte. Sie rückt vom einzigen im Stadtgebiet befindlichen Wachenstandort an der B 54 (Straße Herdecker Bach) zu den gut im Jahr 500 Einsätzen aus. An der Wache ist auch noch eine Rettungswache stationiert. Die Wache wird tagsüber (7–17 Uhr) durch einen hauptberuflichen Tagesdienst verstärkt. Hier rückt eine Staffel und ein Einsatzführungsdienst aus. Die Feuerwehr verfügt über 2 Löschzüge und über 20 Fahrzeuge dazu 4 Rettungsboote.

### Medien
Über Herdecke werden Lokalausgaben der zur WAZ-Mediengruppe gehörenden Tageszeitungen Westfälische Rundschau und Westfalenpost produziert. Außerdem erscheinen wöchentlich die beiden kostenlosen Zeitungen Wochenkurier und Stadtanzeiger. Als Lokalradio informiert der kreisweite Sender Radio Ennepe Ruhr über die Geschehnisse in der Stadt. Im Fernsehen berichtet der WDR als Drittes Fernsehprogramm im Rahmen der Lokalzeit im Revier aus dem Studio Dortmund auch über Herdecke.

### Ansässige Unternehmen

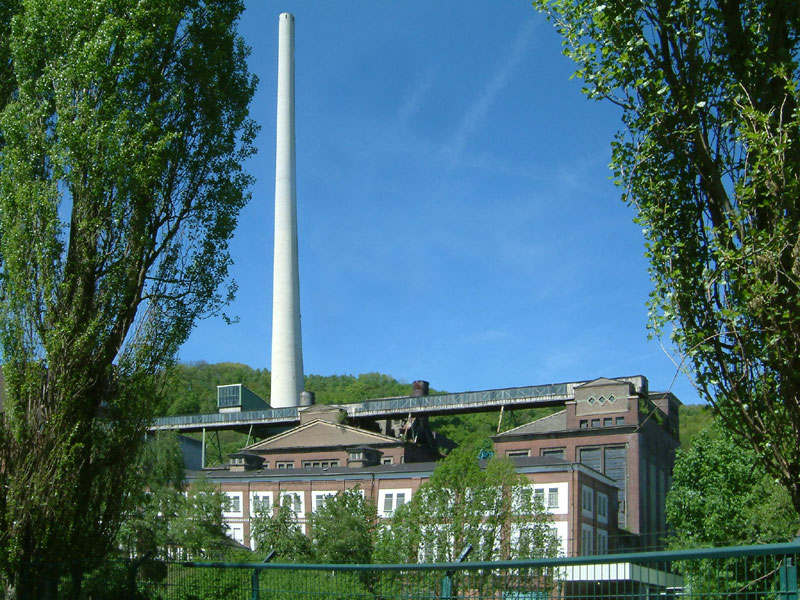
Das Cuno-Kraftwerk der Mark-E

Größter Arbeitgeber der Stadt mit über 1000 Arbeitsplätzen ist das Gemeinschaftskrankenhaus Herdecke. Herdecke ist außerdem Standort mehrerer bundesweit bekannter Unternehmen. Das in Herdecke ansässige mittelständische Familienunternehmen Ewald Dörken AG (Mutterunternehmen der Dörken-Gruppe) stellt mit ihren eigenständigen Tochtergesellschaften Bauverbundfolien, Mikroschicht-Korrosionsschutz-Systeme, Bautenfarben und Pastensysteme her. Idealspaten ist eine Schaufel- und Spatenfabrik, die bereits zur NS-Zeit als Großlieferant des Reichsarbeitsdienstes bekannt war. Die Pharma-Zentrale/Dr. Poehlmann, Medizintechnik und Arzneimittel stellt unter anderem die Produkte Tai Ginseng und Voltax her. Im Steinbruch der Firma Grandi wird Ruhrsandstein gewonnen. Des Weiteren unterhält das Unternehmen Mark-E aus der Nachbarstadt Hagen das Cuno-Kraftwerk und die Essener RWE AG das Koepchenwerk in Herdecke. 2005 aufgegeben wurde der Standort Herdecke nach 30 Jahren von WestfaliaSurge, vormals Westfalia Separator beziehungsweise Westfalia Landtechnik, die als einer der weltweit größten Melkanlagen-Hersteller gilt. Das Familienunternehmen Feltenpersonal ist eines der ältesten und das größte Zeitarbeitsunternehmen im Gesundheitssektor mit über 20 Standorten in Deutschland.

## Persönlichkeiten

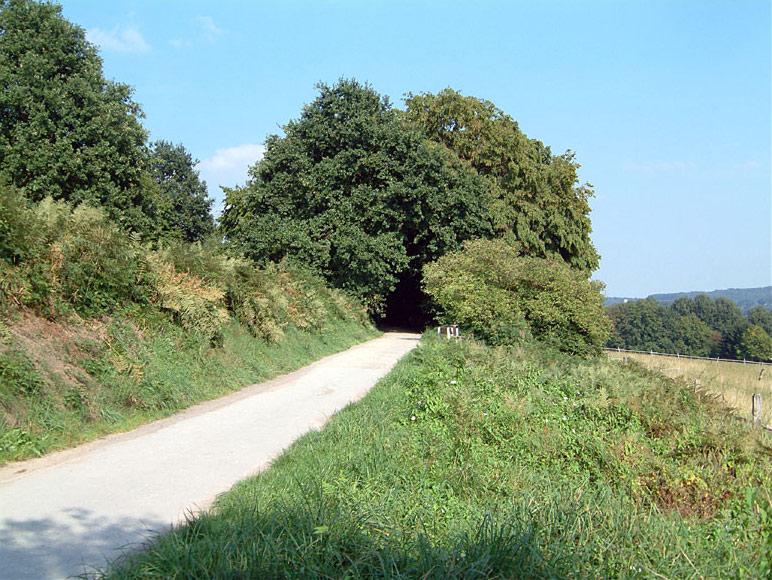
Historischer Hohlweg am Piepensack in Ende

Die Liste von Persönlichkeiten der Stadt Herdecke enthält die Namen der Söhne und Töchter der Stadt sowie weiterer Personen, die mit Herdecke in Verbindung stehen.